# Jean Vanier
Ne doit pas être confondu avec Jean Vanier (homme politique).
Pour les personnes ayant le même patronyme, voir Vanier.
Jean Vanier, né le 10 septembre 1928 à Genève et mort le 7 mai 2019 à Paris, est un catholique franco-canadien qui s'est consacré aux personnes ayant un handicap mental en créant avec Thomas Philippe la communauté de l'Arche en 1964. Il a également fondé en 1968 l'association Foi et Partage puis Foi et Lumière. Il est aussi à l'origine de la création de l'association Intercordia en 2000.
Différentes plaintes d'abus sexuels visant Thomas Philippe ont conduit l'Arche à demander une enquête indépendante rendue publique en janvier 2023. Celle-ci a révélé que Jean Vanier avait non seulement connaissance des pratiques « mystico-sexuelles » de Thomas Philippe, mais qu'il s'était livré lui-même à des abus semblables sur au moins vingt-cinq femmes non handicapées entre 1970 et 2005. Les conclusions de l'enquête ont amené l’Arche « à revisiter les circonstances de sa fondation historique ».

## Biographie
De nationalité canadienne, Jean François Vanier naît en 1928, en Suisse, quatrième et avant-dernier enfant de la famille. Son père, Georges Vanier, alors en mission auprès de la SDN, plus tard gouverneur général du Canada de 1959 à 1967, a fait carrière dans la diplomatie, entraînant sa famille au gré de ses fonctions en France et en Angleterre où Jean passe son enfance. En 1942, Jean rejoint la Marine royale britannique en tant que cadet au Collège naval de Dartmouth au Royaume-Uni. Il a alors 13 ans. Le jeune garçon s’embarque pour huit ans dans la marine anglaise, puis canadienne à partir de décembre 1947, en pleine Seconde Guerre mondiale. En 1950, il choisit de démissionner de la marine canadienne.

### L'Eau vive
Son père, le général Georges Vanier, l'oriente alors en 1950 vers l'Eau vive, un centre de formation catholique international créé en 1946 et dirigé par le père dominicain Thomas Philippe. Jean Vanier devient son « fils spirituel ». Impliqué en 1952 dans un scandale d'abus sexuel, Thomas Philippe est rappelé à Rome pour rendre compte de ses agissements. Jean Vanier prend à sa suite la direction de l'Eau vive.
Malgré l'interdiction du Saint-Office chargé de l'enquête sur Thomas Philippe, Jean Vanier garde des contacts avec son « père spirituel » et sept femmes de l'Eau vive avec lesquelles il entretient des liens érotico-mystiques. Le Saint-Office dissout l'Eau vive en 1956. Thomas Philippe est condamné à la peine vindicative de déposition qui lui interdit à vie d'exercer son ministère. Le noyau de l'Eau vive formé autour de Jean Vanier a interdiction de se reformer, mais perdure cependant.

### L'Arche

Logo des communautés de l'Arche (Jean Vanier).

En quête d'une vitrine honorable sous laquelle reformer le groupe de l'Eau vive autour de Thomas Philippe, Jean Vanier s'installe en 1964 avec lui et les autres femmes, en toute discrétion dans une maison près de Trosly-Breuil où ils accueillent deux handicapés mentaux rencontrés à l'asile psychiatrique de Saint-Jean-les-Deux-Jumeaux. C'est ainsi que naît l'Arche et que Thomas Philippe en devient l'aumônier, malgré la sentence de déposition de 1956.

### Foi et Lumière

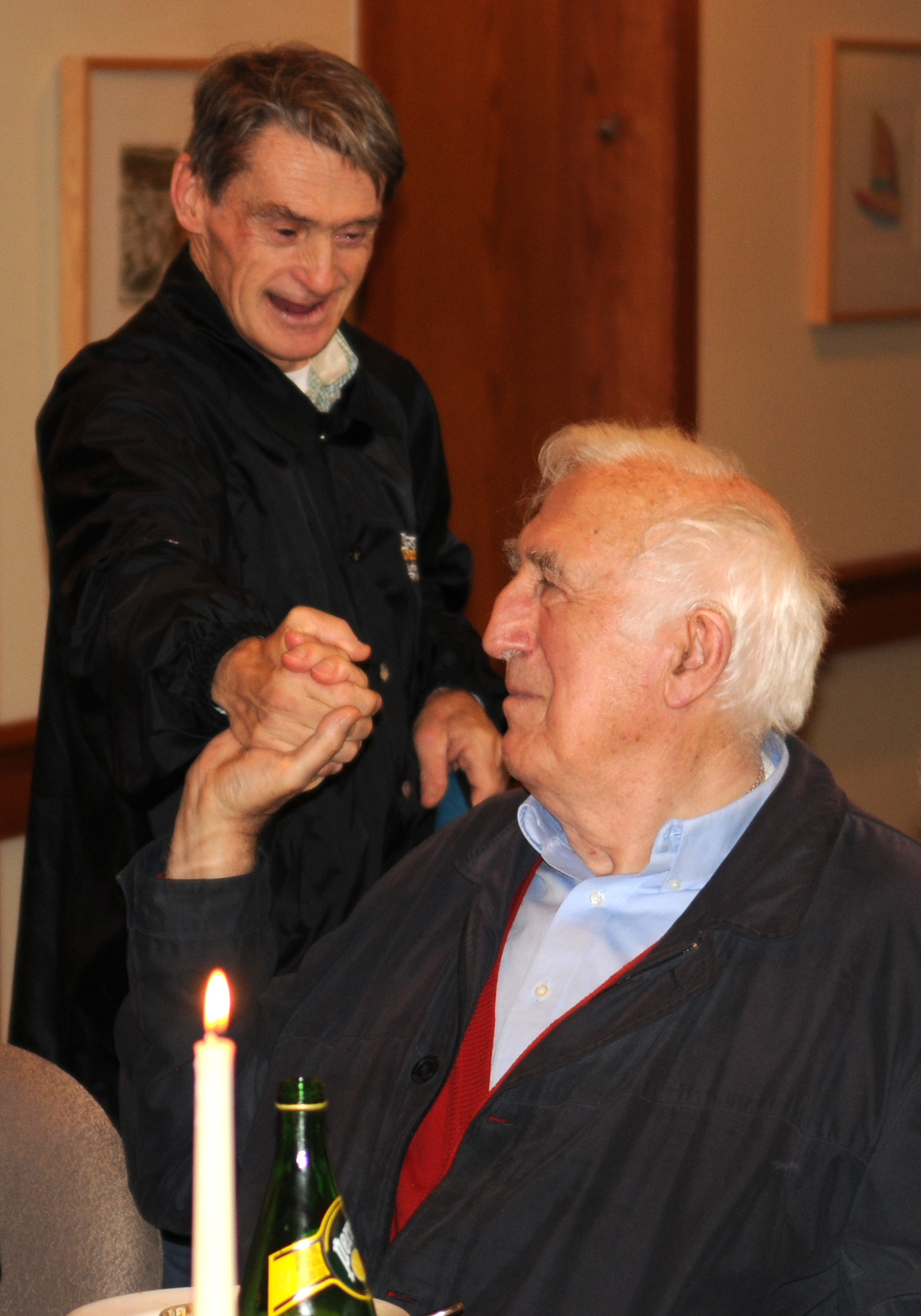
Jean Vanier en 2009.

Parallèlement, Jean Vanier a cofondé Foi et Lumière avec Marie-Hélène Mathieu, « des communautés de rencontres » qui se tissent autour des personnes de tous âges en situation de handicap mental.

### Intercordia
En 1999, Jean Vanier participe à la création de l’association Intercordia.

## Enquête sur des abus sexuels
Jean Vanier meurt à Paris le 7 mai 2019, à l'âge de 90 ans. Le 22 février 2020, une enquête diligentée par l'Arche est rendue publique. Elle conclut que Jean Vanier avait poursuivi ses relations avec le père Thomas Philippe, qu'il était au courant de ses agissements, et qu'il a lui-même abusé sexuellement d'au moins six femmes adultes entre 1970 et 2005. Selon les termes du rapport, Vanier « a usé de son ascendant pour profiter d'elles à travers divers comportements sexuels »,.
Jean Vanier et Thomas Philippe « ont non seulement partagé des proies mais ils pourraient aussi avoir entretenu une relation homosexuelle. « Cette question est posée. Elle est légitime et fera partie du champ de la recherche », confirme Stephan Posner. »,. Le rapport commandé à l'Arche conclut que l'hypothèse n'est pas à écarter, mais qu'en l'état actuel des connaissances, la question, qui reste ouverte, n'a pu être tranchée.
Responsable international de l'Arche, ce dernier déclare : « Notre histoire fondatrice vole en éclat, tout comme notre mythe fondateur ». Pierre Jacquand, responsable de l'Arche en France exprime son désarroi : « L'écart est si vertigineux entre l'homme que j'ai connu et celui que je découvre… je lutte pour accepter, alors même que je sais les faits indiscutables ». Louis Pilotte, responsable national de l'Arche au Canada, se déclare sous le « choc », « abasourdi » par cette nouvelle concernant un homme qu'il connaissait personnellement : « c'est pire que tout ce qu'on aurait pu imaginer ».
Selon François-Xavier Maigre, rédacteur en chef du Pèlerin Magazine, « Le choc de ces révélations est double : contrairement à ce qu’il a toujours clamé, Jean Vanier a su dès les années 1950 que son père spirituel, le dominicain Thomas Philippe, avait été condamné par l’Église en raison de ses pratiques sexuelles, et de la mystique déviante qui les sous-tendait. Pire : il y a lui-même pris part, et perpétué, jusqu’à une période récente, ces relations d’emprise avec des femmes auxquelles il imposait des relations intimes, sous couvert de justifications mystiques ».
La Conférence des évêques de France exprime sa « stupeur » et sa « douleur » face à ces révélations.
En novembre 2020, une commission pluridisciplinaire d'études est mise en place par l'Arche qui doit remettre ses conclusions en octobre 2022 : « [...] ces révélations ne mettent pas un terme aux interrogations importantes qu’elles  génèrent  et  exigent  de  l’Arche  une  compréhension  rigoureuse  et  profonde  lui permettant de tirer toutes les conséquences possibles quant à son histoire, sa culture et son fonctionnement d’hier et d’aujourd’hui. ».
Le rapport de la commission indépendante mandatée par l’Arche est publié le 30 janvier 2023. Celui-ci mentionne des agressions sexuelles contre vingt-cinq femmes entre 1952 et 2019. Selon les responsables de l'Arche : « Certaines se sont présentées comme victimes d’une relation abusive, d’autres plutôt comme des partenaires consentantes d’une relation transgressive. Ces relations […] s’inscrivent toutes dans un continuum de confusion, d’emprise et d’abus. »

## Distinctions

### Décorations
- Commandeur de la Légion d'honneur (2015)
- Compagnon de l'Ordre du Canada (1989)[23]
- Grand officier de l'Ordre national du Québec (1992)[24]

### Prix
- Notre Dame Award for International Humanitarian Service (1994) de l'Université de Notre-Dame-du-Lac qui lui est retiré en 2020[25]
- Prix Pacem in Terris (2013)[26]
- Prix Templeton (2015)[27]

### Hommages
- L'astéroïde (8604) Vanier porte son nom depuis 2010[28].
- Une dizaine d'écoles catholiques portent son nom en Ontario[14]. À la suite de la révélation des abus sexuels de Jean Vanier, celle de Welland a changé le sien en 2020[29].
- Stefan Foltzer, Jean-Marie Guénois et Julien Jeffredo, « Revivez les obsèques de Jean Vanier », Le Figaro,‎ 16 mai 2019 (lire en ligne, consulté le 11 février 2020).
- Guyonne de Montjou, « Jean Vanier: “L'espérance est dans la rencontre vraie” », Le Figaro,‎ 29 juillet 2016 (lire en ligne, consulté le 11 février 2020).
- Adélaïde Patrignani - Cité du Vatican, « Mort de Jean Vanier, un géant de la tendresse de Dieu - Entretien avec Jean Vanier - 21 mars 2014 », sur News.va.

## Œuvres
- Ma faiblesse, c'est ma force : un aperçu de la vie intérieure du général Georges P. Vanier, gouverneur général du Canada de 1960 à 1967, 1970
- Ton silence m'appelle, 1971
- Ouvre mes bras, 1973
- Disciple de Jésus, 1977
- Ne crains pas, 1978
- La Communauté, lieu du pardon et de la fête, 1979
- Je rencontre Jésus : il me dit "je t'aime" : histoire de l'amour de Dieu à travers la Bible, 1982
- Je rencontre Jésus, 1983
- “Homme et femme, Il les fit” : pour une vie d'amour authentique, 1984
- Ils sont nos piliers, 1988
- Le corps brisé : retour vers la communion, 1989
- Le Bon Berger, 1989
- Une porte d'espérance, 1993
- Jésus, le don de l'amour, 1994
- Toute personne est une histoire sacrée, 1994
- Aimer jusqu'au bout : le scandale du lavement des pieds, 1996
- Dans la souffrance, ouvrir des chemins d'espérance, 1998
- Dieu choisit la faiblesse, 1998
- Accueillir notre humanité, 1999
- La dépression, 1999
- Ensemble vers une terre d'unité : une vision de l'œcuménisme, 1999
- Le goût du bonheur : au fondement de la morale avec Aristote, 2000
- Visages de Marie : dans la littérature et la peinture, 2001
- Recherche la paix, Le Livre ouvert, 2003
- Entrer dans le mystère de Jésus : une lecture de l'Évangile de Jean, Bayard, 2005
- Lettres à des amis : d'après les rendez-vous d'“Ombres et Lumière”, 2008
- La fragilité, faiblesse ou richesse ?, ouvrage collectif de Marie Balmary, Lytta Basset, Xavier Emmanuelli, Éric Geoffroy, Elena Lasida, Lama Puntso, Bernard Ugeux et Jean Vanier, Paris, Albin Michel, 2009.
- Leur regard perce nos ombres, avec Julia Kristeva, Fayard, 2011
- Plus jamais seuls, Presses de la Renaissance, 2011
- Tous Intouchables, Manifeste coécrit avec Philippe Pozzo di Borgo et Laurent de Cherisey, Bayard Editions, 2012
- Les signes des temps : à la lumière de Vatican II, Albin Michel, 2012
- Entrer dans le mystère de Jésus, une lecture de l'évangile de Jean, Salvator, 2013  (ISBN 978-2706710803)
- La source des larmes : Une retraite d'alliance, Parole et Silence, 2014  (ISBN 978-2889182138)
- Un cri se fait entendre, avec François-Xavier Maigre, Bayard Culture, 2017  (ISBN 978-2227489172)
- Jésus vulnérable, Salvator, 2019  (ISBN 978-2706718540)
- J'ai besoin de toi, Édition Scriptura, 2019  (ISBN 978-2375590089)

### Articles de presse
- Céline Hoyeau / « Le mystère des frères Philippe », Enquête, dans « Cahier central » du journal La Croix, Lundi 22 février 2021, Quotidien N° 41942, édition papier p. 13-20, [lire en ligne]
- Marie-Béatrice Baudet et Cécile Chambraud, « Les noirs secrets de Jean Vanier », Le Monde,‎ 13 mars 2020, p. 20-21 (lire en ligne )

### Vidéos
- Antoine Mourges, [vidéo] L'Arche - Traverser notre histoire - 2020 sur Vimeo
- KTO, « Jean Vanier, Thomas Philippe et L'Arche, sans langue de buis », 10 février 2023, [vidéo] « Disponible », sur YouTube

### DVD
- Jean Vanier, Coffret Jean Vanier : Le sacrement de la tendresse, Jupiter Films, coll. « (Stéréo), Français », 2019, 236 minutes (ASIN B07XW7G7KR)